# Bábi Tibor
Bábi Tibor, született Poczkody Tibor (Báb, 1925. október 30. – Pozsony, 1978. június 23.) felvidéki magyar költő, újságíró, műfordító. Testvére volt Alexander Imrich Pockody szlovák költő, író.

## Élete
A gimnáziumot Érsekújváron és  Budapesten végezte. 1947-ben a Budapesti Egyetem jogi karán kezdett tanulni, tanulmányait megszakította, majd munkásként dolgozott. 1948-ban visszatért Csehszlovákiába. 1949 őszétől a prágai politikai és közgazdasági főiskolán tanult, majd 1951-ben Pozsonyban tanult pedagógiát, de végül ezt sem fejezte be. Újságírónak állt, rövid ideig szerkesztette a Szabad Földművest (1951), majd a Fáklyát (1952–53), később Szepsiben színházi dramaturg volt, és könyvesboltot vezetett. Az 1950-es évek elején az Új Szóban jelentek meg első versei, amivel rögtön feltűnést keltett. 1957-től a Hét, 1960-tól az Irodalmi Szemle szerkesztője volt. Végül 1969-től haláláig az Új Szónál dolgozott. A Szlovákiai írószövetség magyar tagozatának elnökévé választották. Cseh és szlovák költőket fordított. Az ő verseit is átültették cseh és orosz nyelvre is.

## Művei
- Ez a te néped (versek) Pozsony, 1954
- Hazám, hazám (versek) Pozsony, 1955
- L. Smrćok: Sógorság-komaság (színmű, műford.) Pozsony, 1955
- Vándormadár (versek) Pozsony, 1960
- J. Solović: Nálunk az a szokás (színmű, műford.) Pozsony, 1961
- J. Dietl: Kaplan báró (színmű, műford.) Pozsony, 1962
- S. Kóstka Neumann: A föld dicsérete (versek, műford.) Pozsony, 1962
- Tízezer év árnyékában (versek) Pozsony-Budapest) , 1964
- J. Hora: Viharos tavasz (versek, műford.), Pozsony, 1964
- A forrás éneke (versek) Pozsony-Budapest, 1965
- K. Poláćek: Michelup úr motorkerékpárja (regény, műford.), Pozsony, 1965
- F. Švantner: A havasok menyasszonya(elbeszélések, műford.), Pozsony, 1965
- Könny a mikroszkóp alatt (versek) Pozsony-Budapest, 1966
- J. Nesvadba: Hogyan halt meg Nemo kapitány (regény műford.) Pozsony, 1966
- Se elevenen, se holtan (válogatott versek) Pozsony-Budapest, 1968
- Európából Európába (úti jegyzetek, riportok) Pozsony, 1973
- A hűség arca (elbeszélések) Pozsony-Budapest, 1974
- Patak és forrás (elbeszélések, karcolatok) Pozsony-Budapest, 1976
- Író, költő, művész dolga (tanulmány) Pozsony-Budapest, 1979
- Keresek valakit (válogatott versek) Pozsony-Budapest, 1982[5]

## Díjai
- Madách Imre-díj,1967

## Munkássága
Az 1950-es években a magyar-szlovák békés együttélést hirdette, és tiltakozott a magyarság hátrányos megkülönböztetése ellen. Riportjaiban a szegénység helyzetét mutatta be. Magát Fábry Zoltán szellemi utódjának tekintette. A hatvanas években hangja megváltozott hosszú gondolati költeményeket írt. A forrás éneke és a Könny a mikroszkóp alatt pedig egyetlen versciklus. Az első az emberiség jövőjét, a második a költő szülőföldhöz való viszonyát mutatja be.